# Марс (фильм, 2004)
«Марс» — российский кинофильм 2004 года. Полнометражный дебют режиссёра Анны Меликян. Международная премьера состоялась в программе «Панорама» Берлинского международного кинофестиваля.

## Сюжет
Каждый человек пытается убежать в поисках лучшей жизни. Убежать от людей, которые тебя окружают, от среды, в которой ты живешь и, в конечном итоге, от самого себя. Известный и непобедимый боксёр Борис (Гоша Куценко) так и сделал — просто сел в поезд в неведомом ему направлении. Проснувшись рано утром, он видит в рассветной дымке неоновые буквы «МАР…С» — название станции и городка, все жители которого работают на фабрике мягких игрушек. Борис проведёт в городе всего лишь сутки, но они навсегда изменят жизнь его обитателей…

## В ролях
| Актёр                         | Роль                 |
| ----------------------------- | -------------------- |
| Гали Абайдулов                | музыкант-скрипач     |
| Андрей Батуханов              | менеджер             |
| Нина Белослутцева             | бабушка Нади         |
| Александра Березовец-Скачкова | Людмила              |
| Евгения Добровольская         | Галка                |
| Яна Есипович                  | девушка с косой      |
| Александр Ильин               | отец девушки с косой |
| Надежда Каменькович           | Надя                 |
| Нана Кикнадзе                 | Грета                |
| Владимир Кремена              | дедушка Нади         |
| Гоша Куценко                  | Борис                |
| Татьяна Маркова               | кассирша             |
| Елена Морозова                | Вера                 |
| Светлана Садковская           | мама Гриши           |
| Артур Смольянинов             | Григорий             |

## Съёмки фильма
Место съемки —Бахчисарай, Балаклава, Севастополь, Верхне-Садовое. Прообраз города Маркс — Жлобин.

## Съёмочная группа
- Автор сценария: Анна Меликян
- Режиссёр: Анна Меликян
- Оператор: Олег Лукичев
- Художник: Ульяна Рябова,
- Композитор: Айги, Алексей Геннадиевич